# Fritz Velke
John Arthur II (Fritz) Velke (Washington D.C., 10 september 1930 – Rockville, Maryland, 30 september 2005) was een Amerikaans componist, muziekpedagoog, dirigent en muziekuitgever.

## Leven
Velkes familie vertrok al vroeg naar Alexandria in Virginia. Op 10-jarige leeftijd kreeg hij pianoles, als 12-jarige jonge kreeg hij vioolles en op 14-jarige leeftijd was het de tromboneles. Velke deed zijn studies aan de Catholic University of America, Washington D.C. en behaalde daar zijn Bachelor in 1953 en zijn Master of Music in 1955. In 1953 werd hij lid van de United States Air Force Band in Washington D.C. en verbleef in deze functie tot 1957. Aansluitend was hij docent en dirigent van de Fairfax County Schools in Virginia. Verder was hij dirigent van verschillende harmonieorkesten, zogenoemde Community Bands, onder andere de Alexandria Citizens' Band (1964 tot 1966 en 1985 tot 1996) en de Falls Church Civic Band (1969 tot 1979). Eveneens was hij gastdirigent van verschillende project-harmonieorkesten in Virginia en Maryland. Hij was ook docent en organisator van verschillende schoolband- en orchestra festivals. In 1962 was hij winnaar van de in de Verenigde Staten bekende Ostwald Award. 
Als componist heeft hij voor diverse genres geschreven, vooral voor orkest, harmonieorkesten, koren en ensembles. Hij kreeg een groot aantal opdrachten voor composities en een beurs van de American Society of Composers, Authors and Publishers (ASCAP) voor zijn werk als componist van serieuze muziek. 
In 1971 heeft hij een muziek uitgave opgericht, de Velke Publishing Co., die naast zijn eigen werken vooral muziek voor strijkers, harmonieorkesten en kleine ensembles in de cataloog heeft. Hij huwde Katherine Lee Rogus en heeft vier kinderen. De naam Fritz is een bijnaam, die hem zijn grootvader bij de geboorte gaf. 
In 1975 werd hij als trombonist lid en tweede dirigent van de National Concert Band of America. In 1991 werd hij chef dirigent van dit prestigieuze harmonieorkest.  

## Composities

### Werken voor harmonieorkest
- 1962 Concertino, voor harmonieorkest
- 1962 Quartal Piece
- 1964 Fanfare and Rondo
- 1966 Foray and Fairfax
- 1968 Plaything
- 1980 Caprice and Interlude
- NCBA Fanfare
- Tocatta for Band

### Kamermuziek
- Fantasia, voor trombone-ensemble